# Tony Kakko

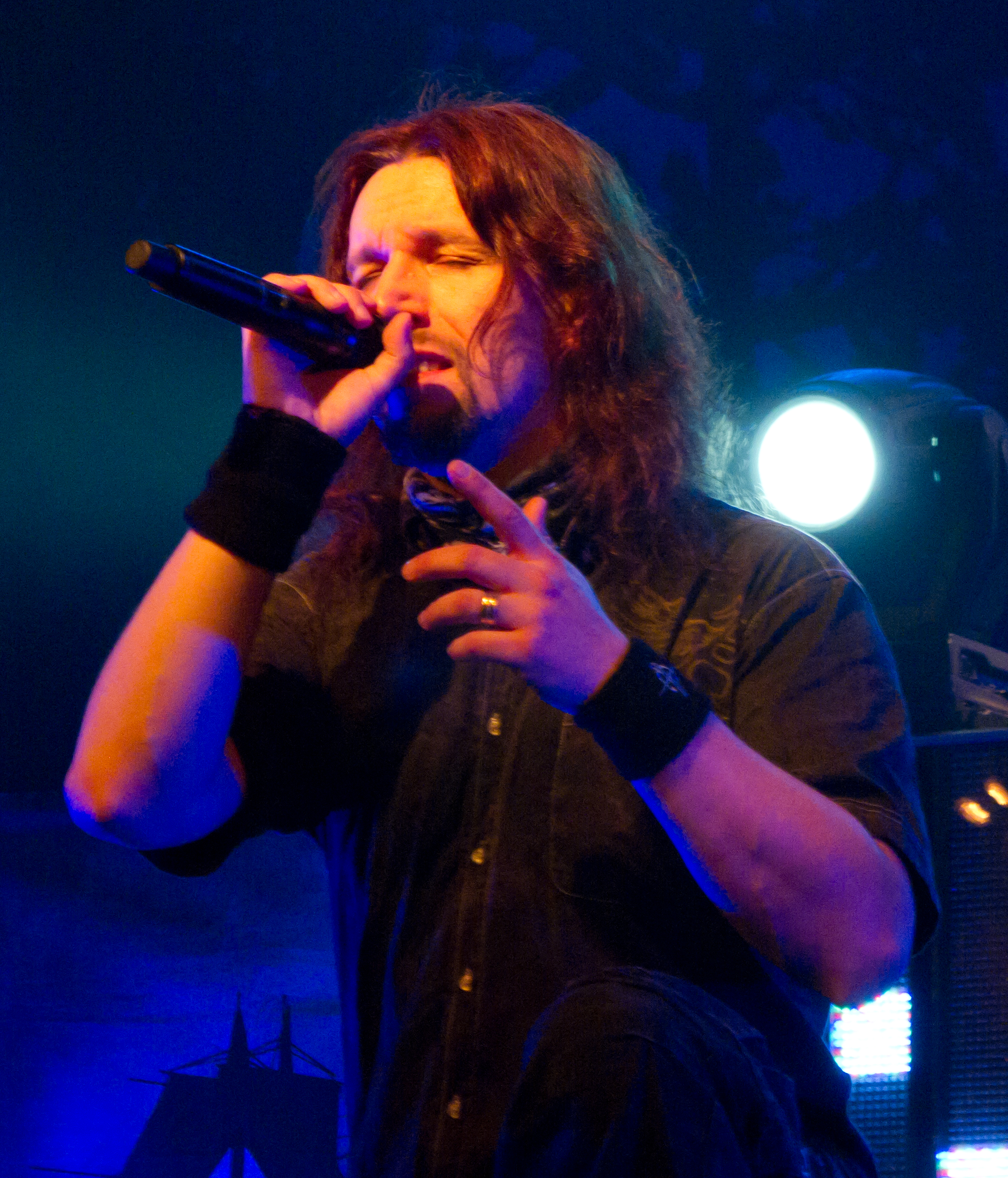
Tony Kakko in 2011

Tony Kristian Kakko (Kemi, 16 mei 1975) is een Finse vocalist en toetsenist. In 1996 richtte hij de powermetalband Sonata Arctica op. Hij nam eerst de vocals en de keyboards op zich, maar na het uitkomen van het eerste album besloot Kakko zich te richten op zijn zang. In Finland is de band populair. Hun single 'Don't Say a Word' kwam daar gelijk op nummer 1 in de hitlijsten.
Kakko en zijn band hebben ook goede banden met Nightwish en andere Finse metalbands. Kakko was dan ook al gastvocalist bij de heropnames van de liedjes 'Over The Hills and Far Away' en 'The Beauty and the Beast' van Nightwish in 2001. Ook hebben er verscheidende liveoptredens samen plaatsgevonden.
Er zijn ook liveoptredens van de band op cd uitgebracht: 'Songs Of Silence; Live in Tokyo' en in 2006 "For the Sake of Revenge". In mei 2007 is het nieuwe album van Sonata Arctica, Unia, uitgebracht.
18 september 2009 komt het laatste album van Sonata Arctica tot nu toe uit in Europa "The Days of Grays" en in Noord-Amerika op 22 september 2009.
Kakko maakt ook deel uit van The Northern Kings, een vierkoppige groep die bestaat uit zangers van vooraanstaande Finse metalbands.
Kakko is ook te horen op het album van Design Your Universe van Epica, op het album 'Tribe of Force' van Van Canto en op het album 'Music Inspired by the Life and Times of Scrooge' van Tuomas Holopainen!
- Gemeinsame Normdatei: 135238765
- International Standard Name Identifier: 0000 0000 5671 1603
- MusicBrainz: 27b0c2f6-b7a9-4dde-ba1d-641c39339012
- Nationale Bibliotheek van Tsjechië: xx0084466
- Istituto Centrale per il Catalogo Unico: DDSV158055
- Virtual International Authority File: 80052298
- WorldCat: E39PBJt46gqryxJm8Bq9J9vmBP